# قلعة القائد بخروش
قلعة القائد بخروش هي قلعة تاريخية للفارس بخروش بن علاس الزهراني أحد فرسان الدولة السعودية الأولى عام 1218 هـ تقع في منطقة الباحة.

## الوصف
بُنيت القلعة في قرية الحسن بمحافظة القرى الواقعة بمنطقة الباحة حيث دارت معارك حربية بين القائد بخروش بن علاس الزهراني و العثمانيين. بنيت القلعة على قمة جبل و تحيط بها منحدرات حادة من ثلاث جهات لتكون قلعة مراقبة من الجهة الرابعة، جميع قلاعها الخمسة يظهر بنائها بالشكل الدائري، يربط ما بينها مبان حجرية محكمة تساعد على قوة الدفاع والتصدي لقذائف العثمانيين.
تقدر مساحة القلعة بحوالي 2000 متر مربع و في كل حصن حوالي 70 فتحة مخصصة للرماة مصممة بطريقة هندسية توفر الحماية للرماة و كشف كامل المنطقة المحيطة، بينما يتوسط القلعة حصن مربع الشكل يتكون من خمسة طوابق انهدم طابقين منها وبقي ثلاثة طوابق. كما يوجد داخل القلعة بركة دائرية الشكل يبلغ قطرها حوالي 4 أمتار و بعمق يصل إلى 6 أمتار وقد استخدم لتخزين الماء داخل القلعة.
في القلعة يوجد أيضًا مبنى محصن أُطلِق عليه بيت المال وقد بني بدون نوافذ و بمدخل واحد، كما تحتوي القلعة على مرابط للخيول و مخازن أسلحة ومجالس و ممرات و أبواب سرية للتنقل بين الغرف الداخلية.